# Monetoculus
Monetoculus is een monotypisch geslacht van spinnen uit de  familie van de Theridiidae (Kogelspinnen).

## Soort
- Monetoculus parvus Wunderlich, 2008